# Верхняя Бельдунчана
Верхняя Бельдунчана — пресноводное озеро в Красноярском крае России, располагается на северо-западе Эвенкийского района.
Расположено в узкой тектонической долине в центральной части плато Путорана к северу от озера Бельдунчана, с которым соединено одноимённой рекой. Река Бельдунчана, которая выше по течению носит название Дагалдын, впадает на севере и вытекает на юге. Помимо Дагалдына впадает несколько ручьёв и река Нёракар. Точная высота над уровнем моря не указана на топографических картах, однако она не превышает 335 м и не может быть меньше 327 м. Площадь озера — 13 км². Водосборная площадь — 1150 км². 
Берега относительно высокие, слабо изрезаны, поросшие прибрежной растительностью. Острова отсутствуют. К западу лежит возвышенность Каменная Тундра с отметками абсолютной высоты до 1301 м.
Код водного объекта в государственном водном реестре — 17010800111116100004421.